# نیکارع
نیکارع به گمانی یکی از فرعون‌های دودمان هشتم مصر در دوره نخست میانی مصر بوده‌است. تنها منبعی از مصر کهن که نام او را دربردارد، فهرست پادشاهان ابیدوس است. او ۴۸امین نام پادشاهی قرار گرفته در این فهرست است. نام او به معنای «رعی که به «کا» متعلق است» می‌باشد.